# Soudce

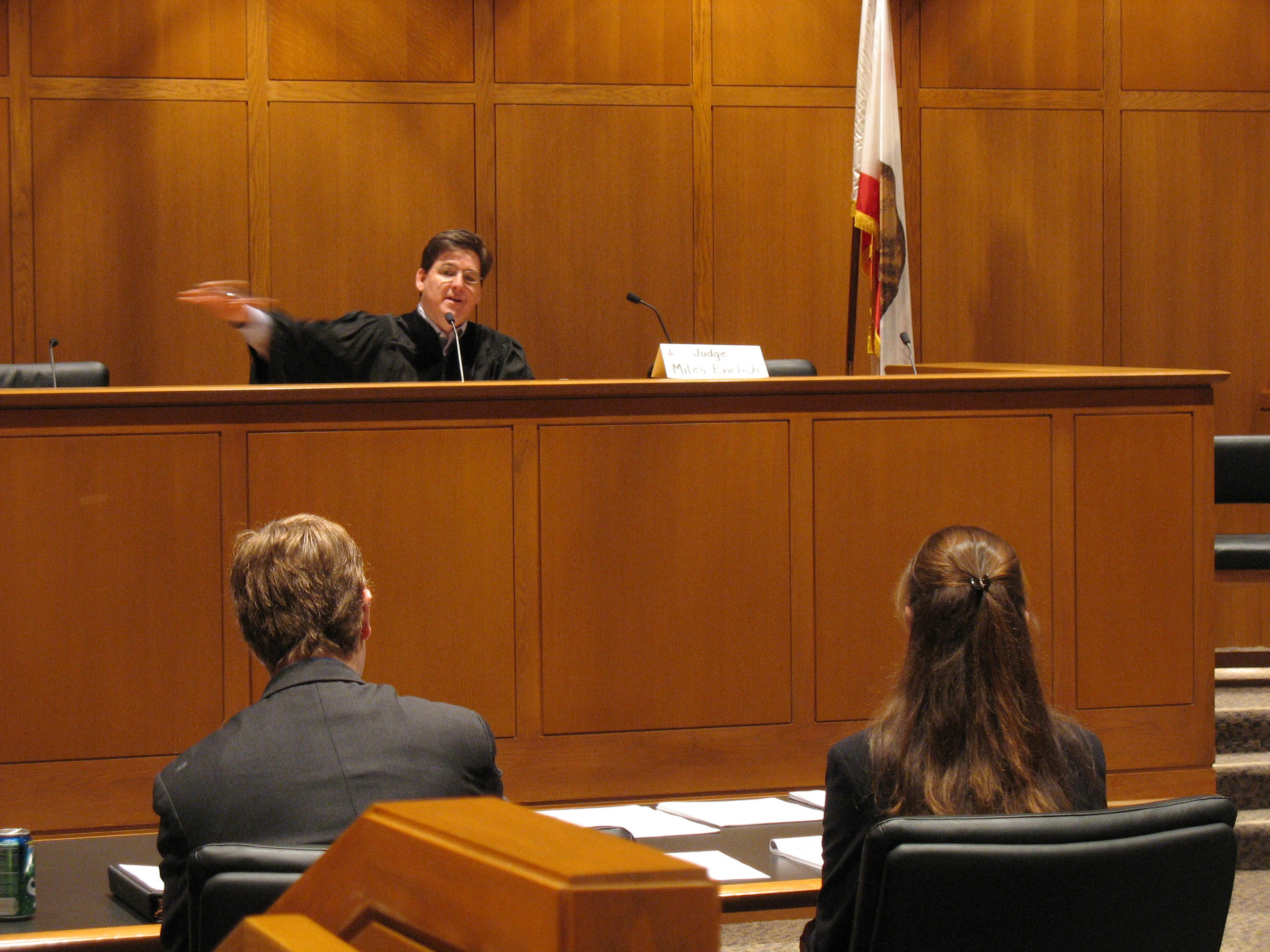
Americký soudce hovoří k advokátovi

Soudce je osoba pověřená autoritativně rozhodovat ve sporných záležitostech, zejména právních. Soudce vstupuje do sporu dvou stran jako třetí a nezúčastněný, aby rozhodoval nestranně a spravedlivě. Proto musí být nezávislý a nemůže rozhodovat o záležitostech, v nichž může mít nějaký osobní zájem (podjatost). V moderních demokratických státech je soudce ústavní činitel, nositel soudcovské moci a představitel soudu. Je nezávislý na vládě a svým rozhodováním prosazuje státní moc. V Evropě jsou soudci většinou jmenováni, v USA jsou většinou voleni. V České republice jeho právní postavení určuje Ústava (hlava IV., moc soudní) a zákon o soudech a soudcích.
V běžné řeči se často označují jako „soudci“, resp. sudí také sportovní rozhodčí, členové hodnotících porot na výstavách a podobně, kteří ovšem žádnou soudcovskou moc nevykonávají.

## Původ a historie
V moderním státě je soudce představitel jedné z rozdělených mocí státu a soudí jeho jménem, proto rozsudek v České republice začíná slovy „Jménem republiky“. Tak tomu ovšem ve starších společnostech nebylo: soudní moc patřila až do novověku panovníkovi, v kmenových společnostech náčelníkovi nebo radě starších, případně výjimečným charismatickým osobám, které neměly žádnou výkonnou moc a opíraly se jen o neformální společenskou autoritu.
Potřebu rozsuzovat a ukončovat spory však měly i ty nejstarší a nejjednodušší společnosti a podle etnologických výzkumů se zdá, že funkce soudce je (přinejmenším někde) starší než funkce náčelníka či krále jako držitele soustředěné moci. Předcházela jí funkce vyjednavače, který byl pod ochranou božstev a snažil se přimět poškozenou stranu (např. pozůstalé po zavražděném), aby se vzdala pomsty a přistoupila na výkupné (tzv. wergeld). Zatímco vyjednavač sám byl chráněn, pachatel se musel skrýt nebo použít právo azylu. Funkce soudce vzniká ve chvíli, kdy je už společenská autorita dostatečně silná, aby zabránila pomstě, a to i když se obě strany před soudcem sejdou.
Autorita soudce se zakládala především na tom, že společnost jeho rozhodnutí uznávala jako spravedlivá. Jeho rozhodování mohla usnadnit zásada, že podobné případy se rozhodují podobně, nepodobné odlišně. Tak vznikl princip precedentu. Americký právní antropolog E. A. Hoebel popisuje případ, kdy se šejenská rada starších rozhodla rozsudek (ve věci domnělé krádeže koně) rozšířit a udělat z něho obecné pravidlo; tak si lze představit původ zákonů.
V nejstarších společnostech se soudce opírá jen o souhlas společnosti a nemá k dispozici výkonnou moc, která by jeho rozhodnutí vynutila. To názorně ilustruje ještě pověst o Libušině soudu, jak ji zachovala Kosmova kronika česká: když se odsouzený s rozsudkem nesmíří, bude třeba krále. Se vznikem soustředěné moci náčelníka, případně krále, přechází soudcovská moc na něj a vymáhá se jeho mocí. Tak tomu bylo ještě v antice a ve středověku, kdy ovšem v Evropě od 12. století panovníkovu soudnictví začalo konkurovat soudnictví církevní. Už ve středověku se začala prosazovat myšlenka, že i panovník je vázán zákony své země (Jan ze Salisbury) a v 17. století se objevuje požadavek na omezení libovůle panovníka (John Locke, Druhé pojednání o vládě, 1690) a dokonce na rozdělení moci výkonné, zákonodárné a soudní (Montesquieu, O duchu zákonů, 1748).
Souběžně s tím omezily absolutistické státy moc šlechty a výkon moci svěřovaly stále víc do rukou úředníků, u nichž se dalo vyžadovat odborné vzdělání. Od 18. století jsou tak soudci zpravidla profesionálové s právním vzděláním. Oddělení soudcovské moci uzákonily až republikánské ústavy v 18. a 19. století, snahy o zajištění soudcovské nezávislosti však pokračují dodnes.

### Starověký Řím
Oddělení soudní moci od moci výkonné souvisí s civilizačním vývojem společnosti. Také ve starověkém Římě soudil nejdříve král, v době republiky pak jurisdikce (iurisdictio) přešla na dva volené konzuly a poté byl za tímto účelem zřízen úřad praetora. Ten byl nejdříve městský (praetor urbanus), později k němu přibyl i praetor cizinecký (praetor peregrinus), vyřizující spory mezi římskými občany a cizinci. Soudní moc ovšem nevykonával sám, řízení bylo totiž rozděleno na dvě stádia: in iure před praetorem a apud iudicem před soukromým soudcem (iudex privatus). Praetor nejdříve zvážil nárok žalobce a námitky žalovaného a dospěl-li k závěru, že věc má být rozsouzena, nechal strany sporu, aby si vybraly svého soudce ze seznamu sestaveného z římských občanů. Jestliže se neshodly, vybral soudce sám. Na závěr byl přesně vymezen předmět sporu a praetor přikázal zvolenému soudci, jak má věc po vyšetření skutkových okolností rozhodnout. Iudex pak už jen provedl dokazování a na základě jeho výsledku rozhodl, protože však byl vázán právním hodnocením praetora, byl praetor tím, komu náležela soudní moc.

### Soudci v Československu
Českoslovenští soudci byli jmenováni prezidentem republiky, o jejich jmenování ale rozhodovala vláda. Jmenováni byli do svého úřadu trvale, skládali při tom služební přísahu a při jeho výkonu byli zcela nezávislí, vázáni jen zákony.
Soudci mívali rozdílná označení podle toho, u jakého soudu působili. U okresních soudců šlo o „okresní soudce“, předseda byl „přednosta okresního soudu“, u soudů krajských to byli „soudní radové“, předseda byl „prezidentem krajského soudu“ a místopředseda „viceprezident krajského soudu“, a u soudů vrchních „vrchní soudní radové“, předseda „prezident vrchního soudu“ a místopředseda „viceprezident vrchního soudu“. U nejvyššího soudu soudili „radové nejvyššího soudu“, pokud ale předsedali soudnímu senátu, tak „senátní prezidenti nejvyššího soudu“. Předseda tohoto soudu byl „prvním prezidentem nejvyššího soudu“ a jeho zástupce „druhým prezidentem nejvyššího soudu“.
V období komunistického režimu byli zavedeni tzv. soudci z lidu, kteří na rozdíl od soudců z povolání nemuseli mít právní vzdělání a kteří byli na dobu 4 let voleni příslušnými národními výbory. Také profesionální soudci začali být voleni, a to na návrh Národní fronty. Zpočátku též národními výbory na funkční období 3, resp. 4 let, později na 10 let národní radou, soudci nejvyššího soudu byli ale voleni vždy parlamentem. Návrat ke skutečné nezávislosti soudní moci a k trvalému jmenování soudců přišel až po roce 1991, institut soudců z lidu byl ale ve formě přísedících zachován.

## Soudci v České republice
| „                                       | Soudci jsou při výkonu své funkce nezávislí. Jejich nestrannost nesmí nikdo ohrožovat. | “ |
| — Čl. 82 odst. 1 Ústavy České republiky |                                                                                        |   |

### Soudci obecných soudů

#### Vznik funkce soudce
Původně byl pro jmenování do funkce soudce určen institut justičního čekatele, který se po absolvování právnické fakulty připravoval tříletou praxí u soudu na výkon této funkce. Později však už nebyl příliš využíván a proto jednotlivé krajské soudy organizovaly na volná soudcovská místa ve svém obvodu vlastní výběrová řízení. Těch se mohl obecně zúčastnit každý, kdo splňoval podmínky pro jmenování soudce. Od roku 2022 došlo k opětovnému sjednocení výběru soudců prostřednictvím nového institutu justičního kandidáta. Justiční kandidáti jsou vybíráni ve výběrových řízeních u krajských soudů. Výběrového řízení na pozici justičního kandidáta se mohou účastnit uchazeči, kteří mají složenou odbornou justiční zkoušku (především asistenti soudce) nebo jinou profesní zkoušku, za níž se považuje též advokátní zkouška, závěrečná zkouška právního čekatele, notářská zkouška a odborná exekutorská zkouška. Výběrové řízení sestává ze tří částí. První část tvoří písemný test aplikace práva, v případě, že uchazeč uspěje, je podroben psychologickému vyšetření a nakonec se účastní ústní části výběrového řízení před pětičlennou komisí. Praxe justičního kandidáta trvá nejméně 12 měsíců. Po absolvování roční praxe se mohou zúčastnit výběrového řízení u ministerstva spravedlnosti na konkrétní funkci soudce.
Praxi justičního kandidáta jako podmínku pro účast na výběrovém řízení do funkce soudce nemusí absolvovat advokáti, státní zástupci, exekutoři nebo soudci Ústavního soudu, kteří tuto praxi vykonávali po dobu nejméně 5 let. Zákon o soudech a soudcích stanoví výjimku také pro pedagogické pracovníky a legislativce, doba požadované praxe je však delší. Osoby splňující požadovanou dobu praxe se mohou přihlásit do výběrového řízení do funkce soudce bez předchozí praxe justičního kandidáta.
České soudce jmenuje prezident republiky. Podmínkami jmenování, na které však není jinak právní nárok, jsou:
- státní občanství České republiky
- plná svéprávnost
- bezúhonnost
- věk nejméně 30 let[pozn. 1]
- české vysokoškolské magisterské vzdělání v oblasti práva
- složení justiční zkoušky nebo jiné profesní zkoušky[27]
- zkušenosti a morální vlastnosti dávající záruku, že bude funkce soudce řádně zastávána
- souhlas s ustanovením za soudce a s přidělením ke konkrétnímu soudu

Uchazeči narození do 1. prosince 1971 navíc musí podle zákona č. 451/1991 Sb., kterým se stanoví některé další předpoklady pro výkon některých funkcí ve státních orgánech a organizacích České a Slovenské Federativní Republiky, České republiky a Slovenské republiky (tzv. lustračního zákona), doložit negativní lustrační osvědčení.
Soudce po jmenování do funkce skládá do rukou prezidenta republiky tento slib: „Slibuji na svou čest a svědomí, že se budu řídit právním řádem České republiky, že jej budu vykládat podle svého nejlepšího vědomí a svědomí a že v souladu s ním budu rozhodovat nezávisle, nestranně a spravedlivě.“ Poté je ministrem spravedlnosti přidělen k výkonu své funkce k určitému soudu.

#### Výkon funkce soudce
Soudce je při výkonu své funkce zcela nezávislý a je vázán pouze zákonem a mezinárodní smlouvou, která je součástí právního řádu. Je ale povinen je vykládat podle svého nejlepšího vědomí a svědomí a rozhodovat v přiměřených lhůtách bez průtahů, nestranně a spravedlivě a na základě skutečností zjištěných v souladu se zákonem. Dojde-li k závěru, že zákon, který by měl být v dané věci použit, je v rozporu s ústavním pořádkem, měl by věc předložit k posouzení Ústavnímu soudu, který pak takový zákon může zrušit.
Ve svém životě se musí zdržet všeho, co by mohlo narušit důstojnost soudcovské funkce nebo ohrozit důvěru v nezávislé, nestranné a spravedlivé rozhodování soudů (např. musí obhajovat nezávislost soudnictví, nesmí se nechat ovlivnit zájmy politických stran, veřejným míněním nebo sdělovacími prostředky, musí vystupovat nezaujatě a bez předsudků k účastníkům soudního řízení a měl by dbát o to, aby jeho rozhodnutí byla srozumitelně a pečlivě odůvodněna). Nesmí působit jako rozhodce nebo zprostředkovatel řešení právního sporu a nesmí zastupovat účastníky soudního řízení. Musí zachovávat náležitou úctu k ostatním soudcům, jiným právníkům, zaměstnancům soudu či účastníkům řízení. Je také povinen dbát soustavným vzděláváním o prohlubování svých odborných právních a dalších znalostí. O věcech, o kterých se dozvěděl v souvislosti s výkonem své funkce, musí zachovávat mlčenlivost, a to i po skončení výkonu své funkce, ledaže ho této povinnosti zprostí předseda soudu (předsedu soudu předseda vyššího soudu, předsedu nejvyššího soudu prezident republiky).
Zákon o soudech a soudcích stanoví, kdy soudce rozhoduje samostatně jako samosoudce a kdy v soudním senátu, jako jeho člen či předseda. Rozvrh práce pak určí, který konkrétní soudce danou věc projedná a rozhodne (tzv. zákonný soudce). Na rozhodování v soudním senátu se mohou podílet i laičtí přísedící. Důstojnost soudního řízení je podtržena tím, že soudce i přísedící je vedou v úředním oděvu, taláru.
Dlouhodobě soudí na všech stupních českých obecných soudů zhruba 3 tisíce soudců. Nadpoloviční většina z nich se k roku 2014 sdružovala v občanském sdružení stavovského typu, Soudcovské unii. Česká justice je v Evropské unii co do počtu soudců sedmá největší v přepočtu na obyvatele a pátá nejrychlejší v občanskoprávních a obchodních sporech na soudech prvního stupně.

#### Zánik funkce soudce
Funkce soudce zaniká, mimo případy smrti a dobrovolného vzdání se funkce, zejména koncem roku, v němž soudce dovrší 70 let. Soudce nelze přímo odvolat, ale je odpovědný za případné kárné provinění, spočívající především v zaviněném porušení jeho povinností nebo v zaviněném chování nebo jednání, kterým naruší důstojnost své funkce nebo ohrozí důvěru v nezávislé, nestranné, odborné a spravedlivé rozhodování soudů. Tuto odpovědnost pak projednává specializovaný kárný senát Nejvyššího správního soudu, ve kterém kromě soudců zasedají i státní zástupci, advokáti a pedagogové právnických fakult, přičemž návrh na zahájení kárného řízení může podat prezident republiky, ministr spravedlnosti či předseda soudu vůči soudcům jeho soudu i soudcům soudů nižšího stupně. Podle závažnosti kárného provinění pak lze soudci uložit kárné opatření ve formě důtky, snížení platu až o 30 % na dobu určitou, odvolání z funkce předsedy senátu nebo úplné odvolání z funkce soudce.

### Soudci Ústavního soudu
Zvláštní kategorií jsou soudci Ústavního soudu. Je jich celkem 15 a jmenováni jsou prezidentem republiky se souhlasem Senátu na funkční období 10 let. Opakované jmenování je možné. Podmínkou je:
- státní občanství České republiky
- bezúhonnost
- plná svéprávnost
- věk nejméně 40 let
- vysokoškolské právnické vzdělání
- nejméně 10 let předchozí činnosti v právnickém povolání

Funkce se ujímají složením slibu do rukou prezidenta republiky: „Slibuji na svou čest a svědomí, že budu chránit neporušitelnost přirozených práv člověka a práv občana, řídit se ústavními zákony a rozhodovat podle svého nejlepšího přesvědčení nezávisle a nestranně.“
Na rozdíl od soudců obecných soudů nemohou být i jen prostými členy politických stran nebo politických hnutí.

### Imunity
Soudci obecných soudů mají jisté omezené imunity ve vztahu k trestnímu řízení. Pokud je v souvislosti s jejich osobou zahájeno, musí o tom orgán činný v trestním řízení vyrozumět Ministerstvo spravedlnosti a předsedu daného soudu. Pokud pak jde o trestní stíhání pro čin spáchaný při výkonu funkce soudce nebo v souvislosti s tím, je možné soudce trestně stíhat nebo vzít do vazby jen se souhlasem prezidenta republiky.
Významnějšími imunitami jsou chráněni soudci Ústavního soudu. Vůbec je nelze stíhat pro přestupek. Trestně stíhat je pak lze jen se souhlasem Senátu, jestliže ten souhlas odepře, je trestní stíhání po dobu trvání funkce vyloučeno. Zadržet je možné soudce Ústavního soudu jen při spáchání trestného činu nebo bezprostředně poté, přičemž souhlas k tomu musí do 24 hodin od zadržení dát předseda Senátu, jinak je nutno jej propustit.

### Plat a další požitky
Vzhledem k tomu, že soudce obecného soudu i soudce Ústavního soudu nesmí nejen být prezidentem republiky, poslancem, senátorem nebo mít jakoukoli funkci ve veřejné správě, ale také nesmí, kromě správy vlastního majetku a činnosti vědecké, pedagogické, literární, publicistické nebo umělecké, zastávat žádnou jinou placenou funkci ani vykonávat jinou výdělečnou činnost, je jediným jeho příjmem plat soudce. Ten mj. zabezpečuje jeho nezávislost. Určen pak je, stejně jako poslancům, senátorům, prezidentu republiky, členům vlády a dalším ústavním činitelům, zákonem č. 236/1995 Sb., o platu a dalších náležitostech spojených s výkonem funkce představitelů státní moci a některých státních orgánů a soudců a poslanců Evropského parlamentu. Otázka platu soudců obecných soudů ale vzhledem k pravidelným zásahům zákonodárce není ještě ustálena a je proto pravidelně řešena Ústavním soudem (k roku 2024 bylo vyhlášeno 18 nálezů), podle jehož judikatury však má být plat soudců stabilní veličinou a nemá podléhat neustálým restrikcím ze strany zákonodárné moci.
Soudcům obecných soudů je hrubý měsíční plat stanoven, bez ohledu na případnou práci přesčas, jako součin platové základny a platového koeficientu. Platová základna činí v každém kalendářním roce trojnásobek průměrné hrubé měsíční mzdy v celém národním hospodářství (původně jen v nepodnikatelské sféře) za předminulý kalendářní rok. Výši platové základny vyhlašuje Ministerstvo práce a sociálních věcí pro příslušný kalendářní rok ve Sbírce zákonů. Platový koeficient se pohybuje podle typu soudu a podle let uznatelné praxe toho kterého soudce od 0,88 (soudce okresního soudu s praxí do 5 let) až do 1,84 (soudce vrchního soudu s praxí nad 30 let nebo soudce nejvyššího soudu bez ohledu na délku praxe). Předsedové senátů a soudní funkcionáři jej mají vždy o něco vyšší, maximální výše 2,5 je u předsedů Nejvyššího soudu a Nejvyššího správního soudu. Kromě platu soudcům náleží i paušální náhrada výdajů, na rozdíl třeba od poslanců či senátorů však jen ve formě výdajů na reprezentaci a na odbornou literaturu ve výši 5,5 % platové základny měsíčně a náhrada prokázaných výdajů při pracovních cestách. Předsedům vrchních soudů, místopředsedům a předsedům nejvyšších soudů ještě náleží určitá naturální plnění, jako je služební byt či auto.
Patnáct soudců Ústavního soudu má výpočet měsíčního platu stejný, platový koeficient je však ve výši 2,06 (místopředsedové ve výši 2,49 a předseda ve výši 2,9). Náhrada výdajů je jim poskytována ve výši 30 % z platové základny (místopředsedové ve výši 33 % a předseda ve výši 37 %) a také mají nárok na naturální plnění např. ve formě služebního bytu či auta.
Vláda Petra Fialy prosadila, aby se plat soudce od roku 2024 nepočítal jako dosavadní trojnásobek, ale nově jako „2,822násobek“ průměrné hrubé měsíční mzdy v národním hospodářství. Toto trvalé snížení bylo opět napadeno žalobami ze strany soudců obecných soudů a proto o něm opět rozhodoval Ústavní soud, který ho jako protiústavní zásah do nezávislosti soudní moci zrušil.

## Slavní soudci

### Reálné osoby
- John Marshall
- Óoka Tadasuke
- Pilát Pontský
- Šalomoun

### Fiktivní soudci
- kněžna Libuše
- soudce Ti
- soudkyně Barbara
- soudce Alexandr